# Хиллерёд
Хиллерёд (дат. Hillerød) — город в Дании.

## География
Город Хиллерёд расположен на севере острова Зеландия, севернее Копенгагена. Административный центр коммуны Хилларёд и главный город в столичном регионе (дат. Region Hovedstaden) Дании. Численность населения Хиллерёда составляет 29.683 человека (на 2009 год).
В Хиллерёде находится замок Фредериксборг — крупнейший дворец эпохи Возрождения в Северной Европе. Дворец лежит на трёх островах озера Фредериксборг.
Здесь провел последние дни жизни датский драматург Йенс Кристиан Хоструп (ум. 1892).

## Города-партнёры
- Ловийса
- Олафсфьёрдур
- Хортен
- Старогард-Гданьский
- Карлскруна
- Гёдёллё